# Geestemünde (Schiff)
Die Geestemünde ist ein deutsches Fahrgastschiff der Weserfähre GmbH, Bremerhaven. Das Schiff ist seit April 2011 zu Hafen- und Weser-Rundfahrten in Bremerhaven im Einsatz.

## Geschichte
Das Schiff wurde am 23. Januar 1975 mit der Baunummer 1430 bei der Husumer Schiffswerft auf Kiel gelegt und lief am 2. Mai 1975 mit dem Namen Adler III vom Stapel. Das Schiff war 27,50 m lang und 6,20 m breit und hatte 1,55 m Tiefgang.  Es war mit 132 BRT vermessen.  Ein 12-Zylinder-Dieselmotor von KHD mit 294 kW (400 PS) verlieh ihm eine Geschwindigkeit von 10 Knoten.
Die Adler wurde am 10. Mai 1975 an die Adler-Reederei abgeliefert und bis 1980 von zu Einkaufs- und Ausflugsfahrten im nordfriesischen Wattenmeer eingesetzt. Von April 1980 bis Dezember 1981 war sie an die Reederei Potratz in Eckernförde verchartert, die sie für Einkaufsfahrten ab Eckernförde einsetzte. Von Mai 1983 bis Juni 1984 wurde sie als Kanalfähre auf dem Nord-Ostsee-Kanal zwischen Kiel-Holtenau und Kiel-Wik genutzt.
Im April 1990 wurde das Schiff bei der Schiffswerft Julius Diedrich in Oldersum auf 30,5 m verlängert; es war nunmehr mit 156 BRT vermessen und für bis zu 254 Passagiere zugelassen.
Im Oktober 2000 wurde die Adler III an die Reederei Kipp in Breege verchartert und zu Fahrten auf dem Schaproder Bodden u. a. zur Insel Hiddensee eingesetzt. Im April wurde sie an die Nordische Seetouristik GmbH verchartert, die das Schiff in Nordertor, nach dem gleichnamigen Stadttor, umbenannte und für Ausflugsfahrten zwischen Flensburg und Glücksburg einsetzte. Im April 2007 erfolgte eine erneute Umbenennung in Adler III.  Im Mai 2008 wurde das Schiff an die Briese Schiffahrt in Leer verchartert und fuhr nunmehr unter dem inoffiziellen Charternamen Kommandant für die Germania Reederei auf der Dollart-Route zwischen Emden, Ditzum und Delfzijl. Nach der Einstellung dieses Liniendienstes im Oktober 2008 wurde das Schiff im April 2009 nach Polen überführt, wo es während der Sommermonate Rundfahrten im Hafen von Swinemünde durchführte.
Im September 2010 erfolgte der Verkauf von der Adler-Reederei an die Weserfähre GmbH in Bremerhaven, die mit dem 2011 in Geestemünde umbenannten Schiff Hafen- und Weserrundfahrten in Bremerhaven durchführt.

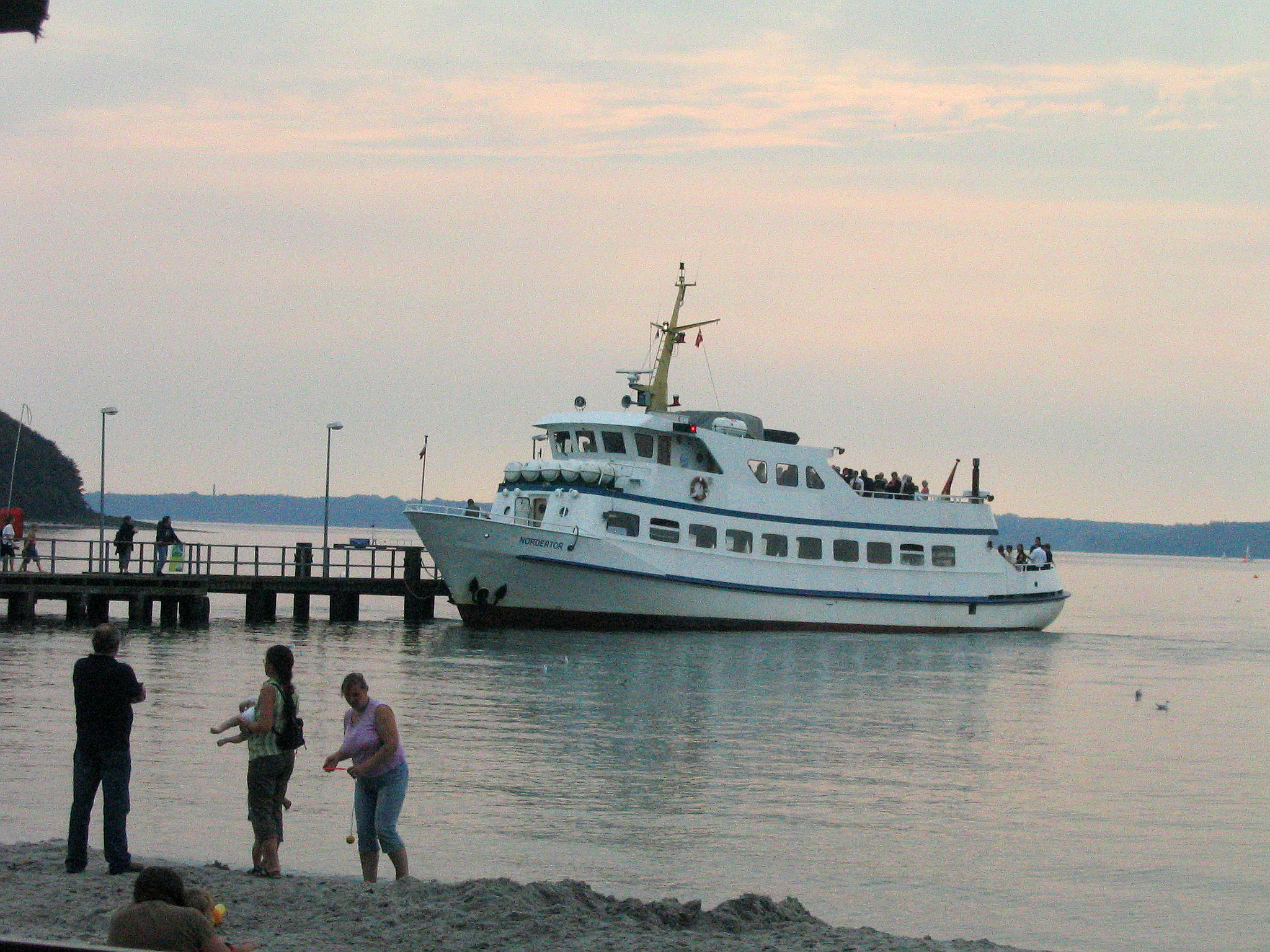
Geestemünde 2005, damals unter dem Namen Nordertor, an der Glücksburger Seebrücke
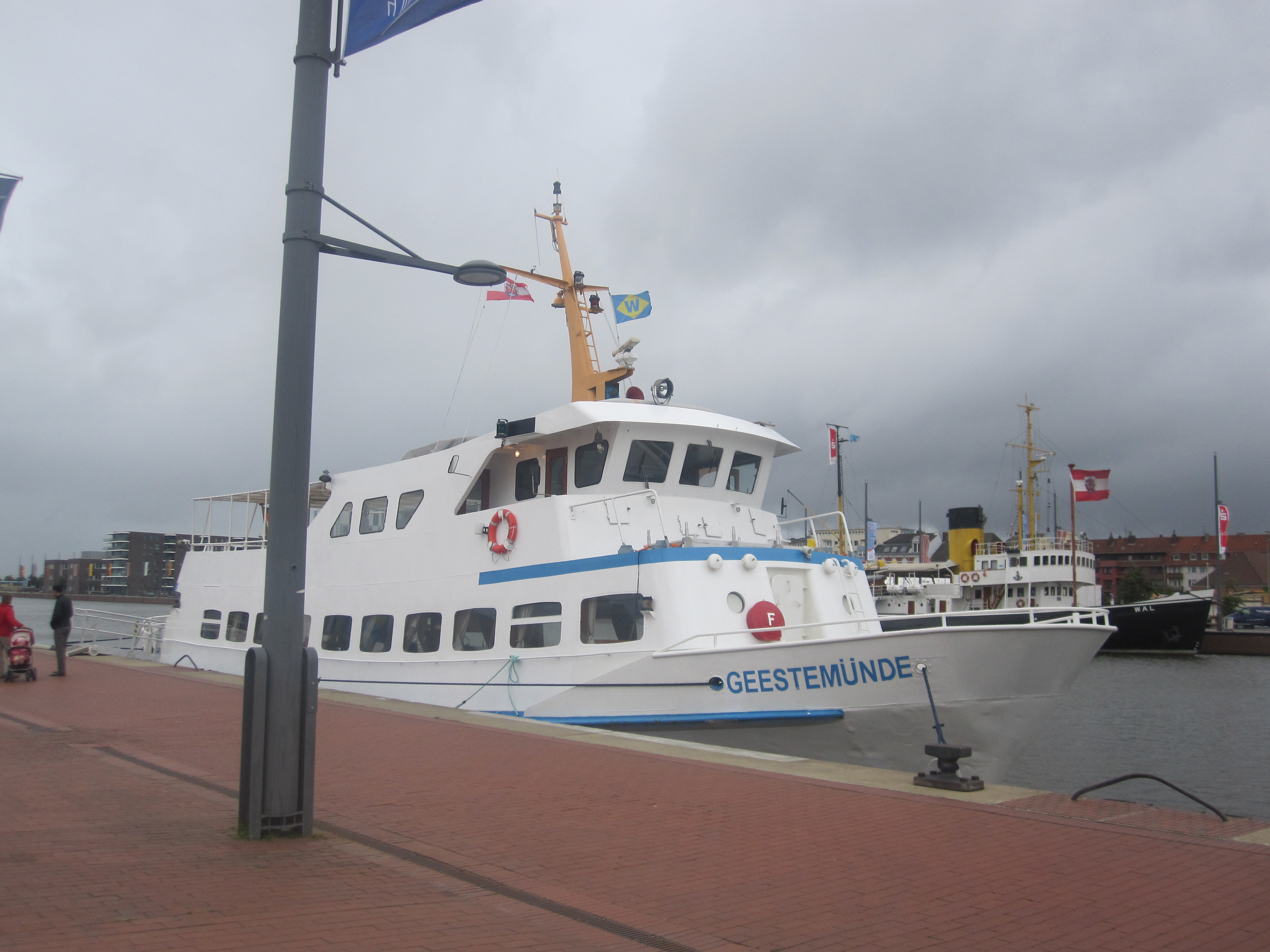
Die Geestemünde 2011 in Bremerhaven
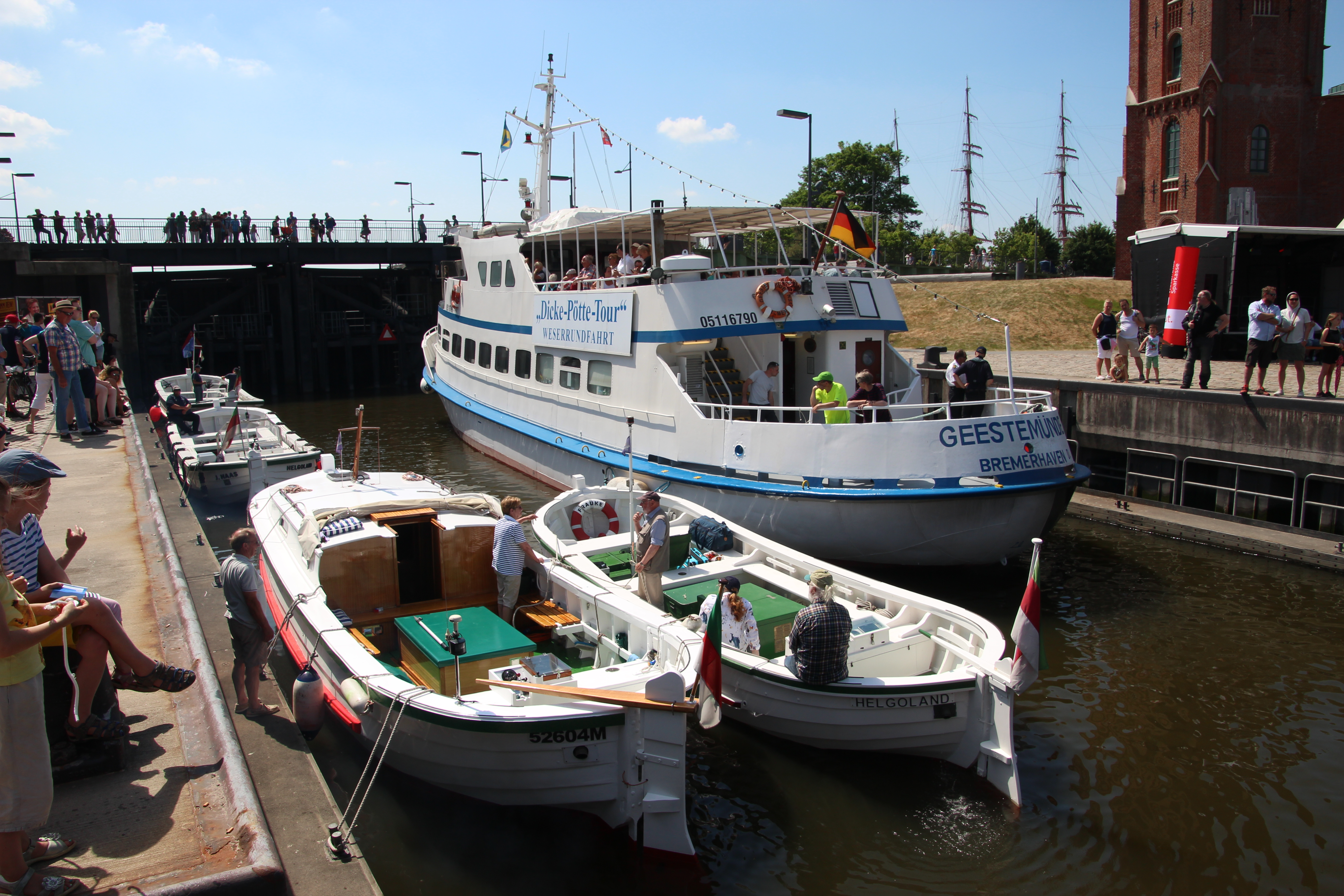
Die Geestemünde und einige Börteboote in der Schleuse des Neuen Hafens beim Ausschleusen Richtung Weser, Seestadtfest 2018 in Bremerhaven